# Eleutherochir
Eleutherochir is een geslacht van straalvinnige vissen uit de familie van pitvissen (Callionymidae).

## Soorten
- Eleutherochir mirabilis (Snyder, 1911)
- Eleutherochir opercularis (Valenciennes, 1837)